# Aristolochia petelotii
Aristolochia petelotii O.C.Schmidt – gatunek rośliny z rodziny kokornakowatych (Aristolochiaceae Juss.). Występuje naturalnie w Wietnamie i południowych Chinach (w południowej części prowincji Junnan oraz w regionie autonomicznym Kuangsi).

## Morfologia
PokrójKrzew o pnących, owłosionych i brązowo-żółtawych pędach.
LiścieMają owalny, podłużnie owalny lub lancetowato owalny kształt. Mają 12–18 cm długości oraz 5–8 cm szerokości. Są skórzaste. Nasada liścia ma sercowaty kształt. Ze spiczastym wierzchołkiem. Ogonek liściowy jest owłosiony i ma długość 2–4 cm.
KwiatyZygomorficzne. Zebrane są po 2–3 w gronach. Mają żółtą barwę z purpurowymi plamkami. Dorastają do 50–65 mm długości i 10–20 mm średnicy. Mają kształt wygiętej tubki. Wewnątrz są bardzo owłosione. Podsadki mają owalnie lancetowaty kształt.
OwoceTorebki o elipsoidalnym kształcie. Mają 10–15 cm długości i 5–8 cm szerokości. Pękają u podstawy.

## Biologia i ekologia
Rośnie w lasach. Występuje na wysokości od 1800 do 1900 m n.p.m. Kwitnie we wrześniu, natomiast owoce pojawiają się w grudniu.